# Los Fastidios
Los Fastidios — итальянская панк-группа, образовавшаяся в городе Верона в 1991 году.

## Музыка
Los Fastidios играют мощный мелодичный стрит-панк с влиянием классического английского oi!-панка, добавляя также в свою музыку элементы ска, рок-н-ролла и хардкора. Их песни в основном на итальянском, а также немного на английском, французском, польском и испанском языках.

## Взгляды
Первое время пели про то, как хорошо ходить на концерты и пить там пиво, их первая пластинка называлась «Birra Oi! e Divertimento» («Пиво, Oi! и развлечения»), но в 1995 году они выпустили пластинку под названием «Banane e Scarponi» — «Выцветшие джинсы и высокие ботинки». Тексты группы — об уличной жизни, социальных проблемах: борьба против любых форм дискриминации, за права животных, за свободу и против капитализма. В последние годы группа принимала участие во многих антирасистских и общественных движениях, играя на концертах в поддержку рабочих, против расизма, за права животных, против войн, капитализма, неолиберализма и других.

## Дискография
- Contiamo su di voi! (KOB Records,1998)
- Ten years tattooed on my heart (KOB Records, 1991—2001)
- Guardo Avanti (KOB Records, 2001)
- Prawdziwa sila ulicy (Jimmy Jazz Records Poland, 2003)
- Siempre Contra (KOB Records, 2004)
- Sopra e Sotto il palco (live) (KOB Records, 2005)
- Rebels 'N' Revels (KOB Records, 2006)
- Anejo 16 Anos (Best of) (Mad Butcher Records, 2007)
- All’Arrembaggio (Mad Butcher Records, 2009)
- Let’s do it (Kob Records, 2014)
- The Sound of Revolution (KOB Records, 2017)
- Joy Joy Joy (KOB Records, 2019)
- XXX The Number of the Beat (KOB Records, 2021)
- Revolt (KOB Records, 2023)